# Papalam
Papalam est un village du Cameroun situé dans la commune de Gazawa, le département du Diamaré et la région de l'Extrême-Nord.

## Géographie et administration
Papalam est situé à 10.5818 de latitude et 14.0569 de longitude Papalam se situe à 797 km de Yaoundé, la capitale du Cameroun. L’altitude du village par rapport au niveau de la mer est de 508 mètres.

## Population
En 1975 Papalam comptait 124 habitants, principalement des Mofu.
Lors du recensement de 2005, 396 habitants ont été dénombrés pour Papalam Moufou et 49 pour Papalam Foulbé.